# 下山敏郎
下山 敏郎（しもやま としろう、1924年5月4日 - 2013年6月30日）は、日本の実業家。光学機器メーカー、オリンパス光学工業の社長、会長を歴任した。同台経済懇話会副代表幹事。新しい歴史教科書をつくる会賛同者。

## 来歴
1945年（昭和20年）陸軍士官学校（第58期）卒。
1984年（昭和59年）に北村茂男の後を受けてオリンパス光学工業社長に就任。
1980年代半ば、急激な円高で営業利益が急速に落ち込んだオリンパスの業績を挽回するために財テクを行う方針を打ち出す。バブル崩壊後に財テクによる損が発生したため、損失を取り戻すため営業特金を増やした。営業特金だと算定上損が分かりにくくなるというのも理由の1つであったという見方もある。結果、1998年の運用全体の損失額は約950億円となった。因みに、その当時の会計手法からこの時点でこの損失は表沙汰にならなかった。
2001年（平成13年）に取締役最高顧問となり、2004年（平成16年）退任。
2011年（平成23年）のオリンパスM&A疑惑問題では社長在任中に損失隠しがあった可能性が指摘されたが、自分には記憶がない、もしあったとすれば財務部門が行なったのではないか、と語っている。
2013年6月30日、オリンパスから損害賠償請求訴訟中に、肺炎による呼吸不全のため東京都内の病院で死去。

## 主な著書
- 『国境のない国から - ビジネス・コスモポリタンの思索ノート』工作舎、2004年。 ISBN 978-4875023791
- 『世界を制覇した日本のカメラ 奮闘したサムライたちの記録」自由社、2007年。 ISBN 978-4-915-237-00-3